# Pedaliodes galaxias
Pedaliodes galaxias är en fjärilsart som beskrevs av Otto Thieme 1905. Pedaliodes galaxias ingår i släktet Pedaliodes och familjen praktfjärilar. Inga underarter finns listade i Catalogue of Life.